# Siarhiej Saładounikau
Siarhiej Witaljewicz Saładounikau (biał. Сяргей Віталевіч Саладоўнікаў, ros. Сергей Витальевич Солодовников, Siergiej Witaljewicz Sołodownikow; ur. 2 listopada 1958 w Irkucku) – białoruski piłkarz występujący na pozycji napastnika, trener piłkarski.

## Kariera
Jest wychowankiem SDJuSSzOR Grodno. W 1978 roku został zawodnikiem Chimika Grodno. W ciągu następnych 11 lat rozegrał 371 ligowych spotkań w barwach tego klubu i zdobył dla niego 131 bramek. W 1990 roku opuścił Związek Radziecki i przeniósł się do Polski, gdzie podpisał kontrakt z Jagiellonią Białystok. Po dwóch latach zdecydował się na powrót do niepodległej już Białorusi, gdzie został graczem swojego byłego klubu, który w międzyczasie zmienił nazwę na Nioman Grodno. Po kolejnych trzech latach przeszedł do Kardan Flyers Grodno. W 1997 roku ponownie został zawodnikiem Nioman Grodno i w barwach tego klubu zakończył karierę zawodniczą.